# Масамбара
Масамбара (порт. Maçambara) — муниципалитет в Бразилии, входит в штат Риу-Гранди-ду-Сул. Составная часть мезорегиона Юго-запад штата Риу-Гранди-ду-Сул. Входит в экономико-статистический микрорегион Кампанья-Осидентал. Население составляет 5473 человека на 2006 год. Занимает площадь 1 682,821 км². Плотность населения — 3,3 чел./км².
Праздник города — 22 октября.

## Статистика
- Валовой внутренний продукт на 2003 составляет 128.706.798,00 реалов (данные: Бразильский институт географии и статистики).
- Валовой внутренний продукт на душу населения на 2003 составляет 24.413,28 реалов (данные: Бразильский институт географии и статистики).
- Индекс развития человеческого потенциала на 2000 составляет 0,743 (данные: Программа развития ООН).